# Sociedad Filosófica y Literaria de Mánchester
La Sociedad Literaria y Filosófica de Mánchester, popularmente conocida como Lit &  Phil, es una sociedad científica ubicada en Manchester,Inglaterra.

## Historia
Fue creada en 1781 como la Sociedad Literaria y Filosófica de Mánchester, otros miembros prominentes se habían incluido a la sociedad como: Robert Owen, John Dalton, James Prescott Joule, Tom Kilburn, Peter Mark Roget, Ernest Rutherford y José Whitworth. La primera reunión formal de la sociedad se llevó a cabo el 14 de marzo de 1781. Las reuniones se celebraron en un cuarto trasero de la calle de la Capilla de la Cruz hasta diciembre de 1799, después de lo cual la sociedad se trasladó a sus propias instalaciones en la calle de George.
El original "House" (como se le llamaba) fue destruido en un incendio durante el Manchester Blitz en 1940. Su reemplazo fue construido en la década de 1960, se construyó con un cemento de alta alúmina y fue demolido en la década de 1980. El Lit &  Phil por lo general se reúne en una de las tres salas de conferencias a sueldo: el Colegio de Música de Royal del Norte, la Escuela de Negocios de Mánchester, o el Centro de Educación Odontológica de Mánchester, los cuales se encuentran dentro de 200 yardas (182,88 m) entre sí. La sociedad opera desde una oficina facilitada por la Universidad Metropolitana de Mánchester, y cuenta con dos miembros del personal permanente.
El Lit &  Phil ofrece más de 30 conferencias o eventos cada año, se hace uno por semana durante el período académico. Se trata de una organización benéfica y registrada por la sociedad de los miembros privados (tres o cuatro eventos cada año se restringen a los miembros y sus invitados), y cuenta con más de 450 miembros. Como una institución de beneficencia, la sociedad anima a los miembros del público para asistir a la mayoría de sus clases para mejorar la educación superior para los que viven en la ciudad de Manchester. Dado que las universidades locales dejó de ofrecer cursos extracurriculares en la Lit &  Phil ya que ha visto un aumento en la afiliación y en la atención de los no miembros en las conferencias.
La sociedad había publicado "Memorias y Procedimientos" por primera vez en 1783, fue en el momento de su lanzamiento, el único regular de la revista científica en el Reino Unido a excepción de Philosophical Transactions of the Royal Society. Memorias de Mánchester se ha publicado ininterrumpidamente desde la primera edición. Contiene las operaciones de la sociedad (en particular el texto de muchas conferencias recientes) y se distribuye a los miembros ya las instituciones y bibliotecas similares en todo el mundo por suscripción. También hay copias disponibles para su compra para los no miembros.
- Datos: Q30917676